# Derivată

În fiecare punct, derivata funcției este panta (înclinarea) dreptei care este tangentă la curbă. Dreapta care se mișcă este tangenta instantanee la curbă în orice moment; este colorată în verde dacă este pozitivă, în negru dacă este zero, respectiv în roșu, dacă este negativă.

În matematică, derivata unei funcții este unul dintre conceptele fundamentale ale analizei matematice, împreună cu primitiva (inversa derivatei, adică integrala).
Derivata unei funcții într-un punct semnifică rata cu care se modifică valoarea funcției atunci când se modifică argumentul. Cu alte cuvinte, derivata este o formulare matematică a noțiunii de rată de variație. Derivata este un concept foarte versatil, care poate fi privit în multe feluri. De exemplu, referindu-ne la graficul bidimensional al funcției f, derivata într-un punct x reprezintă panta tangentei la grafic în punctul x. Panta tangentei se poate aproxima printr-o secantă. Cu această interpretare geometrică, nu este surprinzător faptul că derivatele pot fi folosite pentru a descrie multe proprietăți geometrice ale graficelor de funcții, cum ar fi concavitatea și convexitatea.
Trebuie menționat că nu toate funcțiile admit derivate. De exemplu, funcțiile nu au derivate în punctele în care au o tangentă verticală, în punctele de discontinuitate și în punctele de întoarcere.

## Disputa Leibnitz–Newton
Calculul diferențial și cel integral au fost inventate practic simultan, dar independent unul de celălalt, de către englezul Isaac Newton (1643–1727), respectiv de către matematicianul german Gottfried Wilhelm von Leibniz (1646–1716).
Se poate menționa, cu titlul aproape anecdotic, dar absolut real, că lumea științifică a momentului respectiv (1685-1690) asista, aproape „cu sufletul la gură”, timp de câțiva ani buni, la un dialog deschis și permanent al celor doi titani, Leibnitz și Newton. Doar după ce cei doi oameni de știință au ajuns la înțelegerea abordării conceptelor și noțiunilor din ambele puncte de vedere (al fizicianului și al matematicianului), după ce s-au pus de acord cu noțiunile preliminare, limitele și metodologia de abordare a conceptelor etc., cei doi au putut explica și restului lumii științifice despre ce este vorba.

## Derivată și derivabilitate
Derivata a apărut din necesitatea de a exprima rata cu care se modifică (variază) o cantitate y ca urmare a modificării (variației) unei alte cantități x de care este legată printr-o funcție. Folosind simbolul Δ pentru a nota modificarea (variația) unei cantități, această rată se definește ca limita raportului variațiilor (diferențelor):
{\displaystyle {\frac {\Delta y}{\Delta x}}}
pe măsură ce Δ x tinde spre 0 sau altfel exprimat Δ x e în vecinătatea lui 0. În notația lui Leibniz, derivata lui y în raport cu x se scrie
{\displaystyle {\frac {dy}{dx}}}
sugerând raportul a două diferențe numerice (cantități) infinitezimale (în vecinătatea lui 0). Expresia de mai sus se poate pronunța fie "dy supra dx", fie "dy la dx".
În limbajul matematic contemporan, nu se mai face referire la cantitățile care variază; derivata este considerată o operație matematică asupra funcțiilor. Definiția formală a acestei operații (care nu mai face uz de noțiunea de cantități infinitezimale) este dată de limita când h tinde la 0 (e în vecinătatea lui 0) a următoarei expresii:
{\displaystyle {\frac {f(x+h)-f(x)}{h}}.}

## Funcții derivabile
O funcție {\displaystyle f(x)} este derivabilă într-un punct {\displaystyle x_{0}} dacă:
{\displaystyle \exists \lim _{x\rightarrow x_{0}}{\frac {f(x)-f(x_{0})}{x-x_{0}}}=L} și {\displaystyle L\in \mathbb {R} }
Dacă {\displaystyle L\in \lbrace -\infty ,+\infty \rbrace } atunci spunem că {\displaystyle f} are derivată dar nu este derivabilă

### Relația dintre continuitate și derivabilitate
Fie {\displaystyle f:D\subseteq \mathbb {R} \rightarrow \mathbb {R} ,x_{0}\in D\cap D\prime } unde {\displaystyle D\prime } este mulțimea punctelor de acumulare. Atunci:
{\displaystyle f} derivabilă în {\displaystyle x_{0}\Rightarrow f} continuă în {\displaystyle x_{0}}, dar :{\displaystyle f} poate fi continuă și nederivabilă (conversa afirmației este falsă)

## Derivarea funcțiilor obținute prin operații algebrice elementare
Fie {\displaystyle f,g:\mathbb {R} \rightarrow \mathbb {R} ,f} și {\displaystyle g} funcții derivabile pe domeniul lor de definiție. Atunci:
{\displaystyle f'+g'=(f+g)'} ;
{\displaystyle (\lambda f)'=\lambda f'\ ,\,\lambda \in \mathbb {R} } ;
{\displaystyle (fg)'=f'g+fg'} ;
{\displaystyle {\biggl (}{\frac {f}{g}}{\biggr )}'={\frac {f'g-fg'}{g^{2}}},\quad g(x)\neq 0}.
{\displaystyle ((g\circ f)(x))'=(g(f(x))'=g'(f(x))\cdot f'(x)}
Aceste egalități se pot demonstra pornind de la definiția derivatei.

### Derivatele unor funcții elementare
- Putere:

{\displaystyle f(x)=x^{r}}
unde r este număr real, atunci:
{\displaystyle f'(x)=rx^{r-1}}
oriunde derivata este bine definită.
- Funcția exponențială și logaritmică:

{\displaystyle {d \over dx}a^{x}=a^{x}ln(a)}
{\displaystyle {d \over dx}log_{a}x={1 \over x\ ln(a)}}
- Funcții trigonometrice:

{\displaystyle {d \over dx}sin(x)=cos(x)}
{\displaystyle {d \over dx}cos(x)=-sin(x)}
{\displaystyle {d \over dx}tan(x)={1 \over cos^{2}(x)}}
{\displaystyle {d \over dx}cot(x)=-{1 \over sin^{2}(x)}}
{\displaystyle {d \over dx}sinh(x)=cosh(x)}
{\displaystyle {d \over dx}cosh(x)=sinh(x)}
{\displaystyle {d \over dx}tanh(x)=sech^{2}(x)}
- Funcții trigonometrice inverse:

{\displaystyle {d \over dx}arcsin(x)={1 \over {\sqrt {1-x^{2}}}}}
{\displaystyle {d \over dx}arccos(x)=-{1 \over {\sqrt {1-x^{2}}}}}
{\displaystyle {d \over dx}arctan(x)={1 \over 1+x^{2}}}
{\displaystyle {d \over dx}arccot(x)=-{1 \over 1+x^{2}}}
{\displaystyle {d \over dx}arcsinh(x)={1 \over {\sqrt {x^{2}+1}}}}
{\displaystyle {d \over dx}arccosh(x)={1 \over {\sqrt {x^{2}-1}}}}
{\displaystyle {d \over dx}arctanh(x)={1 \over 1-x^{2}}}
{\displaystyle {d \over dx}arccoth(x)={1 \over 1-x^{2}}}
Valabile pentru domeniile corespunzătoare de definiție.

## Notații
Dacă f este o funcție, derivata funcției f în punctul x se poate nota (simboliza) în mai multe moduri:
- {\displaystyle f'(x)\quad }

pronunțat "f prim de x";
- {\displaystyle {\frac {d}{dx}}f(x)}

pronunțat "d pe d x din f de x"; 
- {\displaystyle {\frac {df}{dx}}}

pronunțat "d f pe d x"
- {\displaystyle D_{x}f\quad }

pronunțat "d indice x de f".